# Chikkerahalli, Molakalmuru
Chikkerahalli là một làng thuộc tehsil Molakalmuru, huyện Chitradurga, bang Karnataka, Ấn Độ.